# Ernst Hazenbroek
Ernst Hazenbroek es un escultor y pintor neerlandés, nacido el 19 de mayo de 1955 en Róterdam.

## Datos biográficos
Ernst Hazenbroek es el autor de la pieza titulada Placebo, que forma parte del proyecto Sokkelplan de La Haya, obra de 1994.

## Obras
- "It takes two to tango" (1989), rotonda Stichtse en Amersfoort. Originalmente era roja, pero entre 2007 y 2008 se pintó de gris. 52°8′21.75″N 5°21′23.86″E / 52.1393750, 5.3566278

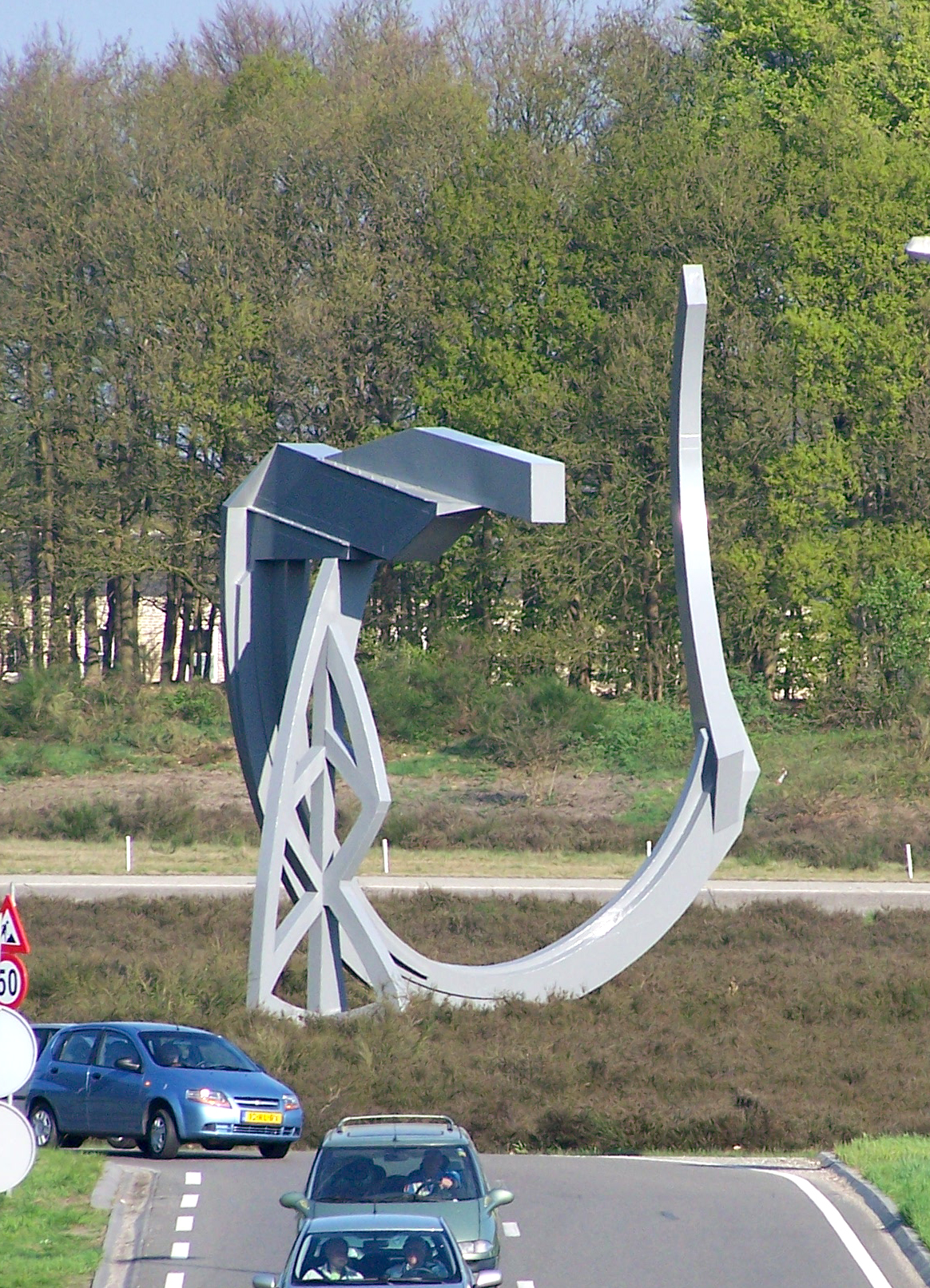
Pulsar para ampliar.

- Placebo (1994) , La Haya , dentro del proyecto Sokkelplan.

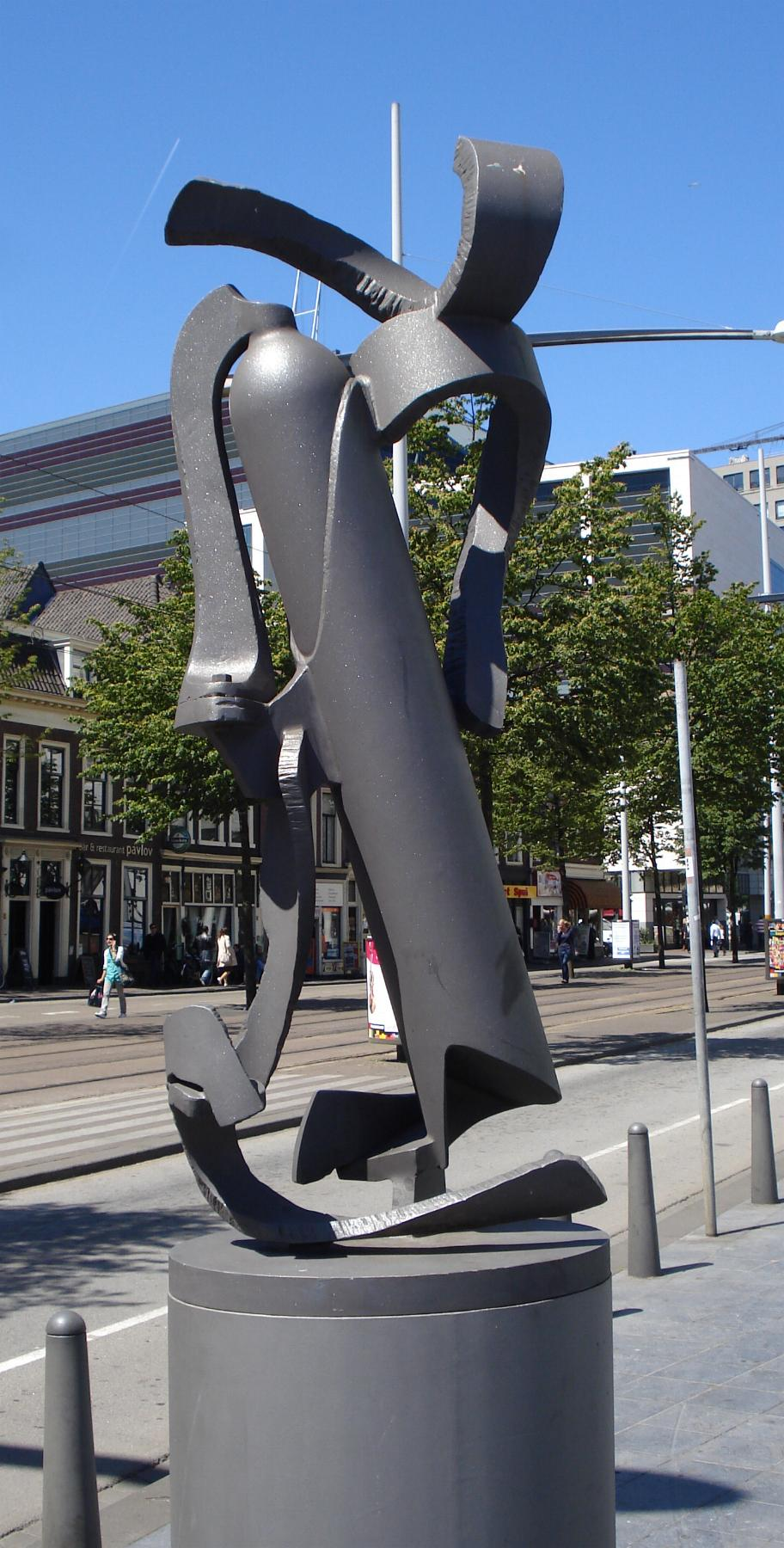
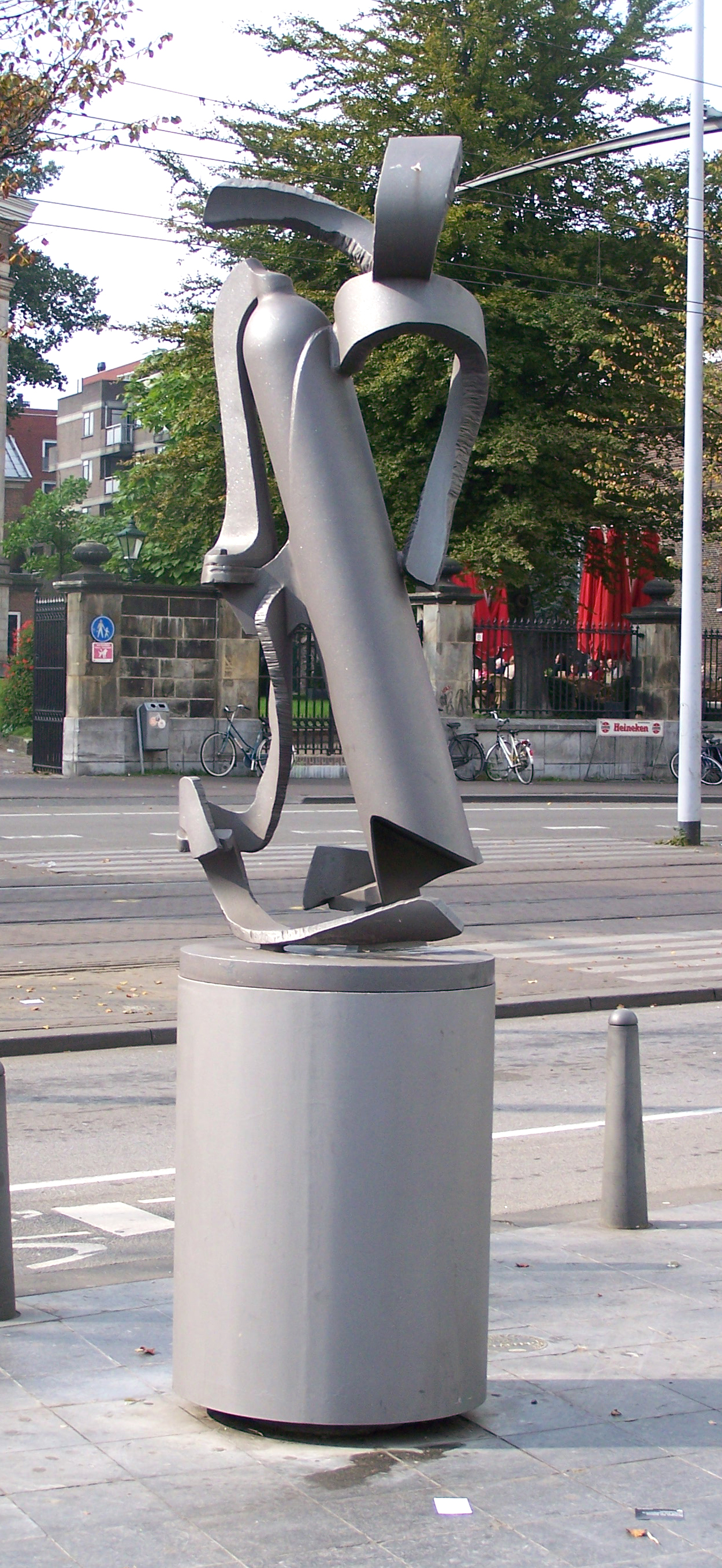
Pulsar para ampliar.

- A dark limousine exit' (1992), rotonda Raoul Wallenbergplein[3]